# 森忠仁
森 忠仁（もり ただひと、1962年6月2日 - ）は、千葉県千葉市出身の元プロ野球選手（外野手）。現在は日本プロ野球選手会事務局長を務める。

## 来歴・人物
千葉商業高校から、1980年オフにドラフト外で阪神タイガースに入団した。
はまれば飛ばす力があったが確実性に乏しく、現役6年間で一軍で記録を残すことなく引退した。
引退後は証券会社、保険代理店と一般企業に就職し、保険代理店時代にプロ野球選手会の松原徹（後の事務局長）から「プロ野球界出身で一般の企業社会での経験もある人物」を探していたことで声をかけられ、事情により一度は話が流れたが、松原が事務局長に就任した2000年に再び声をかけられ、プロ野球選手会に転職した。
2015年9月20日に松原徹事務局長が死去したことにともない、事務局次長から事務局長代行を経て、12月3日に事務局長に就いた。

## 詳細情報

### 背番号
- 68（1981年 - 1986年）